# Ready (film)
Ready è un film del 2011 diretto da Anees Bazmee. Si tratta del remake del film telugu Ready.

## Trama
Ready inizia con Prem-ready che aiutano il suo amico di infanzia Khushi a fuggire con Raju. Lo sposo dello sposo di Khushi Gaurav rivela che ha anche una fidanzata, Kiran, che vuole sposarsi. L'elopement rabbia il padre di Khushi, il signor Pathak e la famiglia di Prem, i Kapoors. Prem riesce a pacificare i suoi familiari.
I Kapoors decidono di convincere Prem impegnati a Pooja. Prem è stato inviato per ricevere Pooja in aeroporto; Però, va deliberatamente al terminale sbagliato per non incontrarlo. Una giovane donna di nome Sanjana, appena scappata dal proprio matrimonio, sente Prem dicendo allo zio lo sbarco di Pooja. Dal momento che nessuno della famiglia di Prem ha mai visto Pooja, Sanjana pretende di essere la fidanzata prevessa di Prem. Sanjana, posa come Pooja, va a stare con i Kapoors e vince i cuori di tutta la famiglia, tranne Prem, che si irritano con lei.
Nel frattempo, gli zii materni di Sanjana, Amar Choudhary e Suraj Choudhary, che sono rivali, cercano di cercarla. Ogni zio vuole Sanjana sposare il proprio cognato per ereditare la sua ricchezza. Sanjana e Prem fuggono dalle spade di Suraj Chaudhary prendendo un sollevatore nell'auto di Mr. Lehri. Prem outwits i goons ed invia il figlio di Suraj Aryan in coma mentre sfuggisce. Suraj Choudhary prende l'aiuto di Mr. Lehri per conoscere chi scappò con Sanjana.
Da allora, Prem scopre la vera identità di Sanjana, e gli racconta i suoi zii cercando di farla sposare. Prem e Sanjana si innamorano e decidono di sposarsi. Tuttavia, lo zio Suraj Chaudhary lo porta via. Poi i Kapoors vengono a conoscenza della sua vera identità; Lo vogliono ancora come moglie di Prem. Prem assicura Sanjana che dovrà rimanere con suo zio, e troverà un modo per sposarla e ricongiungere tutta la sua famiglia.
Prem pretende di essere il nipote di CA Balidaan Bhardwaaj a.k.a. Bali (Paresh Rawal), un ragioniere autorizzato che serve gli zii di Sanjana. Prem convince Suraj e Amar Chaudhary di non avere uno dei loro fratelli sposati a Sanjana. Al contrario, suggerisce le figlie dei miliardari americani K.K. E B.K. Modi come spose adatte per i due cognati. Quello che i Choudhari non sanno è che K.K. E B.K. Modi sono in realtà il padre di Prem e lo zio travestito. Prem prende il resto della sua famiglia a suonare personaggi per ingannare la famiglia di Sanjana nel lasciarla sposare. Inoltre riesce a cambiare l'atteggiamento negativo della famiglia Chaudhary.
Ma il giorno delle nozze, Aryan recupera dal suo coma e rivela la verità su Prem. Segue una lotta fisica, in cui Prem ottiene la mano superiore degli zii di Sanjana ei loro uomini. Poi spiega a Amar e Suraj come la madre tardiva di Sanjana li ha voluti unire e far sposare il nipote. I Chaudhari realizzano il loro errore e sono profondamente scusati per il loro comportamento. Alla fine, Prem e Sanjana si sposano e il loro quadro di nozze viene preso con i Kapoors e Chaudhary, cioè i 'Chapoors'. Alla fine, un futuro spinoso è posto per un sequel in futuro come il terzo fratello dei Chauderies ritorna.

## Colonna sonora
1. Character Dheela (Neeraj Shridhar, Amrita Kak)
2. Humko Pyaar Hua  (K.K., Tulsi Kumar)
3. Dhinka Chika (Mika Singh, Amrita Kak)
4. Meri Ada Bhi (Rahat Fateh Ali Khan, Tulsi Kumar)